# De ce trag clopotele, Mitica?
De ce trag clopotele, Mitică? é um filme de comédia dramática romeno de 1981 dirigido por Lucian Pintilie. 
Foi selecionado como representante da Romênia à edição do Oscar 1982, organizada pela Academia de Artes e Ciências Cinematográficas.

## Elenco
- Victor Rebengiuc - Pampon
- Mariana Mihut - Mita Baston
- Petrica Gheorghiu
- Tora Vasilescu - Didina Mazu
- Gheorghe Dinica - Nae
- Mircea Diaconu - Iordache